# Scooby Doo! Mysteriegänget
Scooby Doo! Mysteriegänget är en amerikansk animerad TV-serie som sänds i Cartoon Network, med start 2010.

## Avsnitt
| Säsong | Avsnitt                                        | Originalvisning                                   |
| --- | ---------------------------------------------- | ------------------------------------------------- |
| 1 | Avsnitt 1 "Beware the Beast from Below"        | 5 april 2010 (USA), 1 november 2011 (Sverige)     |
| En slemmig mutantvarelse som lever under Crystal Cove kapslar in alla som kommer i dess väg i en slags slemkokong. Trots att gänget blir varnade för att fortsätta utreda fallet av sina föräldrar och flera ansedda personer i staden, försöker de lösa mysteriet. Samtidigt försöker Velma få Shaggy att vara intimare i deras hemliga förhållande. Daphne antyder också att hon har romantiska känslor gentemot Fred, som är omedveten om nästan allt förutom att lösa mysterier och bygga fällor. Efter att mysteriegänget har löst fallet med slemmutanten kommer de i kontakt med en mystisk man som kallar sig "Mr. E". Han påpekar att de har upptäckt "en sanning som borde ha förblivit begravd" och att "det verkliga mysteriet bara har börjat". |                                                |                                                   |
| 1 | Avsnitt 2 "The Creeping Creatures"             | 19 juli 2010 (USA), 2 november 2011 (Sverige)     |
| Gänget får ett paket från Mr. E som innehåller en ny handväska som är gjord i Gatorsburg. De reser till Gatorsburg för att undersöka mysteriet med alligatorfolket. Velma blir arg på Shaggy för att han inte har berättat om deras förhållande för Scooby. Efter att gänget tvingats tillbringa natten på ett lokalt hotell löser de mysteriet. Efteråt finner de en lapp från Mr. E i mysteriebilen, där det står att detta mysterium "bara är en del av pusslet". |                                                |                                                   |
| 1 | Avsnitt 3 "The Secret of the Ghost Rig"        | 26 juli 2010 (USA), 3 november 2011 (Sverige)     |
| Crystal Cove terroriseras av en mystisk spöklastbil som har varit igång utanför motorvägarna. Samtidigt hjälper Fred sin pappa som för en kampanj för att bli omvald som stadens borgmästare och Daphnes föräldrar försöker ordna en träff åt henne med den unge arvingen Stickan Ladderton, son till en välbärgad företagare. Medan allt detta händer stjäls det många kristalldörrhandtag i hela Crystal Cove. Men med hjälp av Mr. E löser gänget mysteriet. |                                                |                                                   |
| 1 | Avsnitt 4 "Revenge of the Man Crab"            | 2 augusti 2010 (USA), 4 november 2011 (Sverige)   |
| Under en volleybollturnering nere vid Crystal Cove Beach dyker en jättekrabba upp och attackerar dem som är närvarande. Vilddjuret kidnappar Daphne, vilket leder till att Fred hamnar i ett tillstånd av total chock så att han inte kan fokusera på mysteriet. Gänget får en gammal tidningsartikel från Mr E. om fyra barn som försvann i Crystal Cove-grottorna många år tidigare. Gänget lyckas fånga "mankrabban" och rädda Daphne. När Velma visar henne tidningsartikeln från Mr. E inser Daphne att två av barnen på fotot i tidningen är samma barn som på bilden i medaljongen hon fann i Crystal Coves grottor. |                                                |                                                   |
| 1 | Avsnitt 5 "The Song of Mystery"                | 9 augusti 2010 (USA), 5 november 2011 (Sverige)   |
| Barnen i Crystal Cove förvandlas till monster när en varelse som heter Que Horrifico skrämmer alla vuxna i staden. Velma försöker få Shaggy att sluta säga ordet "typ" så ofta, samtidigt som hon tvingar honom att börja bära nya byxor. Samtidigt träffar Fred på ett mycket intelligent barn som hävdar att hon borde studera på universitet. När gänget försöker stoppa Que Horrifico, finner de sig fångade i ett hus som är till försäljning, tillsammans med de "spökifierade" barnen, men gänget blir räddade i sista stund tack vare ett barnprogram. |                                                |                                                   |
| 1 | Avsnitt 6 "The Legend of Alice May"            | 16 augusti 2010 (USA), 6 november 2011 (Sverige)  |
| Det finns en ny flicka i Crystal Cove som heter Alice May, som Fred faller för, mycket till Daphnes irritation. Alice May visar sig vara ett spöke som rykte säger tar med sig killar på balen och får dem att försvinna för alltid. Shaggy står inför dilemmat att antingen gå på balen med Velma eller titta på ett Vincent Van Ghoul-filmmaraton med Scooby-Doo. Medan mysteriet fortskrider görs en anslutning till Deacon Carlswell, Kryparen från Scooby-Doo, var är du! (avsnittet "Jeepers, It's the Creeper"). Det finns även en tillbakablick till den gamla serien. Gänget finner också en gammal högstadieårsbok och upptäcker att det fanns en tidigare grupp tonåringar som löste mysterier som hette "Mysteriegänget". Avsnittet avslutas med uppdykandet av Mr. E:s mystiska underordnade som avslöjar sin arbetsgivare roll i mysteriet med Alice May. Mr. E sägs ha velat ha gänget till att "börja undersöka det verkliga mysteriet som ligger gömt under Crystal Cove - ett mysterium som ledde till försvinnandet av fyra ungdomar. Ett mysterium vars tid har kommit för att lösas".                                                         |                                                |                                                   |
| 1 | Avsnitt 7 "In Fear of the Phantom"             | 23 augusti 2010 (USA), 7 november 2011 (Sverige)  |
| Hex Girls, Velmas favoritband, kommer till Crystal Cove för att ge en konsert. Men saker går snett när en ondskefull fantom attackerar med avsikt att permanent få Hex Girls ur musikbranschen. Samtidigt som Scooby-Doo och Shaggy har ett gräl på grund av att Shaggy gick på balen med Velma. Scooby går till och med så långt som att skaffa sig en ny bästa vän: Harry, en buktalardocka. Daphne blir bortförd av fantomen, vilket får Fred att inse att han har känslor för henne. Samtidigt visar Velma tecken på svartsjuka gentemot Scooby-Doo. |                                                |                                                   |
| 1 | Avsnitt 8 "The Grasp of the Gnome"             | 30 aug 2010 (USA), 8 november 2011 (Sverige)      |
| Gänget besöker en riddarmarknad i Crystal Cove, där en ond gnom paralyserar alla som bär piratdräkter eftersom det är historiskt felaktigt. Velma avslöjar för Daphne och Fred att hon och Shaggy har dejtat i hemlighet. Shaggy fångas av gnomen, och lämnar Velma mycket orolig. Med lite hjälp från Mr. E lyckas gänget rädda Shaggy och lösa mysteriet. Avsnittet slutar med att en mystisk person i slängkappa stöter ihop med Velma och tappar en ask. Inne asken hittar Velma ett meddelande från Mr. E som uppmuntrar henne att fortsätta sin relation med Shaggy. På lappen står det: "Ge inte upp. Allt har hänt förut." Lådan innehåller också en bild av det ursprungliga Mysteriegänget med sin papegoja, professor Perikles, inringad i rött. |                                                |                                                   |
| 1 | Avsnitt 9 "Battle of the Humungonauts"         | 6 september 2010 (USA), 9 november 2011 (Sverige) |
| Två gigantiska monster, som kallas "humungonauter" av sheriff Stone, attackerar Crystal Cove. Humungonauterna angriper fastigheter som ägs av försäkringspamparna Max och Jax Minner. Samtidigt snubblar Scooby över en buske och upptäcker Velma och Shaggy kyssandes på en bänk, och får veta om deras förhållande. Shaggy hamnar i ett dilemma när Velma och Scooby slåss om vem han tycker bäst om och han tvingas fatta beslut. Fred beslutar att gänget ska ha ett namn, "Mysteriegänget", för att hedra dem som kom före dem. Tyvärr beslutar Fred också att gänget ska börja bära laguniformer. Återigen är det Mr. E som ingriper för att hjälpa gänget att lösa mysteriet. |                                                |                                                   |
| 1 | Avsnitt 10 "Howl of the Fright Hound"          | 4 oktober 2010 (USA), 10 november 2011 (Sverige)  |
| Crystal Cove terroriseras av en mystisk och aggressiv hund. Sheriff Stone beskyller omedelbart Scooby-Doo och griper honom. Strax innan händelsen blir gänget introducerade för en gammal klasskamrat till Velma, en nörd som heter Jason Wyatt och som fortfarande är förälskad i henne. Gänget besöker Scooby på Crystal Coves sinnessjukhus "för kriminellt sinnessjuka" och möter professor Perikles, som ger dem en varning, som är ämnad speciellt för Fred: "Akta dig för dem nära dig!". Den åldrade papegojan sägs ha "den smartaste hjärnan i världen" och visar sig ha mystiska krafter eftersom han övertygar en vakt om att hans elpistol mystiskt har blivit fasttejpad i hans hand. Efter att ha funnit en del av ett robotben på brottsplatsen har de bevis nog för att kunna lösa mysteriet och rentvå Scoobys namn. Shaggy inser hur mycket Scooby betyder för honom, och berättar för Velma att han inte är redo att ha en flickvän. Velma blir förkrossad av Shaggys svar. Avsnittet avslutar med nyheten om att professor Perikles flytt från sinnessjukhuset. Velma får sedan ett SMS från Mr. E som uppmanar gruppen att "följa papegojan". |                                                |                                                   |
| 1 | Avsnitt 11 "The Secret Serum"                  | 11 oktober 2010 (USA), 11 november 2011 (Sverige) |
| En vampyr är lös i Crystal Cove och stjäl vad som verkar vara slumpmässiga objekt. Saker och ting har blivit ansträngda inom Mysteriegänget, och den här gången är gänget verkligen delat på mitten. Velma vägrar att tala med Shaggy samtidigt som Fred och Daphne börjar växa isär. Flickorna väljer att undersöka separat från pojkarna. Daphne och Velma börjar misstänka att vampyren kan vara Daphnes mamma. Efter att ha fått hjälp av en mystisk man, räknar Daphne ut sambandet mellan de stulna objekten. Gänget förenas slutligen för att fånga vampyren, men Velma förklarar att "vi kanske inte är ett lag längre". Avsnittet slutar med att gänget återvänder till sina respektive hem. Daphnes medhjälpare visar sig vara Mr. E:s mystiska underordnade från avsnittet "The Legend of Alice May", som spionerar på gänget genom en kikare på avstånd. |                                                |                                                   |
| 1 | Avsnitt 12 "The Shrieking Madness"             | 18 oktober 2010 (USA), 12 november 2011 (Sverige) |
| Efter att Mysteriegänget har delats beslutar sig gänget att gå vidare med sina liv genom att ta en helg för att kolla in ett närliggande universitet, men de tvingas skjuta på sina planer när campuset terroriseras av en mystisk varelse som kallas för Char Gar Gothakon, vars skrik kan förstöra allt i sin väg. Med hjälp av professorerna Harlan Ellison och HP Hatecraft, lyckas de ta reda på varför varelsen är efter professor Hatecraft. Efter att de fångat Char Gar Gothakon, återförenas gänget bara för att finna att Mr. E har lämnat dem en koffert som tillhör familjen Darrow, tillsammans med en anmärkning som säger att det gamla mysteriegänget kanske aldrig hade försvunnit om de hade haft denna koffert i sin ägo. När de öppnar kofferten visar den sig innehålla en stor del av Crystal Coves historia. Velma uppger att det verkar som att ett mysterium nu blivit två. |                                                |                                                   |
| 1 | Avsnitt 13 "When the Cicada Calls"             | 25 oktober 2010 (USA), 13 november 2011 (Sverige) |
| Gänget undersöker varför Crystal Cove börjat lida av angrepp av cikador. Cikadorna attackerar arbetare som arbetar på företaget Destroido, företaget som gör Shaggys och Scoobys favoritsnacks. Cikadamonstret, som består av tusentals cikador samlade till en stor cikada, hotar att förstöra Mysteriegänget om de inte lägger ner sin undersökning på dagen för borgmästare Jones Cikadafestival. I slutet av avsnittet går Daphne på dejt med Fred till museets fällutställning. |                                                |                                                   |
| 1 | Avsnitt 14 "Mystery Solvers Club State Finals" | 5 jun 2011 (USA), 14 november 2011 (Sverige)      |
| Scooby ligger sjuk i sängen precis innan den stora mysterielösartävlingen. Scooby drömmer om gå till tävlingen och tillsammans med andra mysterielösare, Speed Buggy, Jabberjaw, Kapten Grottman och J. Wellington "Mudsy" Muddlemore, rädda sina vänner från den demoniska Lord Infernicus. |                                                |                                                   |
| 1 | Avsnitt 15 "The Wild Brood"                    | 10 maj 2011 (USA), 15 november 2011 (Sverige)     |
| När Fred bjuder in gänget till hans och Daphnes andra träff på tu man hand, får det Daphne att se rött och knuffar henne i armarna på Odnarb, ledaren för en motorcykelgrupp som kallar sig för The Wild Brood och som nyss har kommit till stan. När det sker ett inbrott i ett vapenförråd stjäls ett farligt vapen. Polisen misstänker The Wild Brood. Det är upp till gänget att lösa detta mysterium och rentvå The Wild Brood, och att hitta den skyldige. |                                                |                                                   |
| 1 | Avsnitt 16 "Where Walks Aphrodite"             | 17 maj 2011 (USA), 16 november 2011 (Sverige)     |
| Hela staden Crystal Cove drabbas av Afrodites kärlek, Scooby-Doo och den nyligen förrymda professor Perikles måste rädda gänget och staden från förtrollningen. De bestämmer sig för att arbeta tillsammans, och de lyckas lösa mysteriet. Ed Machine avslöjar för dem att professor Perikles hade baktankar, genom att visa en inspelning av Perikles själv, där han säger att ge Scooby vad han behövde för att slutföra sin hämnd möjliggjorde för honom att leta efter vissa föremål han behövde. Perikles har också ett budskap till Mr. E, där han säger "Nästa steg är ditt, Mr. E". |                                                |                                                   |
| 1 | Avsnitt 17 "Escape from Mystery Manor"         | 24 maj 2011 (USA) 17 november 2011 (Sverige)      |
| När gänget försöker att ta reda på vad som hände det ursprungliga Mysteriegänget, under ett av deras sista fall som handlade om det 75 år gamla försvinnandet av Darrowfamiljen och deras herrgård, finner de sig plötsligt vara fångade i det underjordiska Darrowgodset, som är fullt av försåtliga fällor. Vad de inte vet är att de inte är ensamma inne i Darrowgodset, och att någon försöker döda dem, för att skydda något som det ursprungliga Mysteriegänget letade efter. I slutändan löser gänget mysteriet och de hittar en konstig del av en planisfär (en sorts stjärnkarta), som de tror kan vara förbannad. Det är en av de viktigaste delarna i detta mysterium, och de lovar varandra att ta reda på vad historien bakom detta är. |                                                |                                                   |
| 1 | Avsnitt 18 "The Dragon's Secret"               | 31 maj 2011 (USA), 18 november 2011 (Sverige)     |
| När utbytesstudenten Mai Le kommer till Crystal Cove, riktar hon sin tillgivenhet mot Shaggy. Familjen Blake får en varning av den Röda trollkarlen om att de ska hålla sig borta från Drakens hjärta, som han har svurit att skydda till varje pris. Senare blir Mai Le och gänget attackerade av den Vita trollkarlen som är ute efter Mai Les ring. Den röda trollkarlen kommer till gängets undsättning, men det är för sent att rädda ringen från den vita trollkarlen. Den röda trollkarlen visar sig vara Chen, ägaren av Chens internetcafé och tehus. Han avslöjar att den vita trollkarlen, som nu är i besittning av alla fyra ringarna, kan öppna Drakens hjärta, vilket är en ovärderlig rubin. Men allt är inte vad det verkar vara i detta mysterium. |                                                |                                                   |
| 1 | Avsnitt 19 "Nightfright"                       | 7 juni 2011 (USA), 19 november 2011 (Sverige)     |
| Scooby och Shaggy vinner en uppsatstävling och priset är att äta middag med Vincent Van Ghoul. När de anländer till herrgården, attackeras de av monster som har varit med i Van Ghouls alla filmer. Inte bara det, de blir attackerade av ett monster som kallar sig för Nattskräck, men som inte hör till någon av skådespelarens filmer, och som säger att han vill döda Van Ghoul. Detta gör att Van Ghoul avslöjar att han hade använt en uppsatstävling för att starta en ny tv-show och att Nattskräck inte är en del av det. De försöker fly bara för att upptäcka de är inlåsta i slottet och inte kan lämna det förrän det blir morgon. Shaggy ringer gänget och de kommer för att hjälpa Shaggy och Scooby i hopp om att ta reda på varför Nattskräck är ute efter Vincent Van Ghoul. |                                                |                                                   |
| 1 | Avsnitt 20 "The Siren's Song"                  | 14 juni 2011 (USA), 20 november 2011 (Sverige)    |
| Velma känner sig ensam utan gänget. Hon får ett meddelande om att "fiskmonster" har härjat i området runt en övergiven oljeplattform som ägs av Destroido-koncernen. Velma bestämmer sig för att undersöka saken själv. Hon upptäcker då att en sjöjungfru som heter Amy var den som skickade henne meddelandet. Amy berättar för Velma att hon känner henne och att hon behöver hennes hjälp, när fiskmonstren kommer från ingenstans och försöka ta Velma. Hon lyckas fly och ber gänget att hjälpa henne med mysteriet. De undersöker oljeriggen, och lyckas fånga fiskmonstren. Dessutom, tack vare Amy finner Velma att Angel inte är den hon säger att hon är. |                                                |                                                   |
| 1 | Avsnitt 21 "Menace of the Manticore"           | 21 juni 2011 (USA), 21 november 2011 (Sverige)    |
| När borgmästare Jones köper ett gammalt persiskt tempel på en mystisk hemsida för Crystal Coves spökpark (en nöjespark med spöktema), upptäcker han att det finns en mantikora som attackerar parkens besökare i templet. Borgmästare Jones tycks inte ha något annat val än att fråga Fred och gänget om de kan hjälpa honom och fånga mantikoran. Medan gänget utreder fallet, snokar borgmästare Jones runt i Fred rum efter delar av planisfären. |                                                |                                                   |
| 1 | Avsnitt 22 "Attack of the Headless Horror"     | 28 Jun 2011 (USA), 22 november 2011 (Sverige)     |
| När Fred favoritäventyrare, Dr Rick Spartan, börjar undervisa i biologi på Crystal Coves högstadium, får gänget sin stora chans att träffa honom. Efter att Fred och Spartan har haft ett långt samtal, bjuder Spartan in Mysteriegänget på middag i hans hus. Spartans visar Fred sin senaste upptäckt, ett hemsökt förkrympt huvud. När den huvudlösa kroppen plötsligt dyker upp och hotar att förfölja Spartan tills han dör, beslutar gänget sig för att hjälpa Spartan att hitta ett sätt att bryta förbannelsen. Samtidigt försöker Shaggy och Velma återuppta sitt förhållande, men Velma säger att hon inte längre har samma känslor för Shaggy som hon en gång hade. |                                                |                                                   |
| 1 | Avsnitt 23 "A Haunting in Crystal Cove"        | 5 juli 2011 (USA), 23 november 2011 (Sverige)     |
| Freds pappa attackeras i sitt hem av en okänd skuggfigur, och gänget måste gå till botten med mysteriet. Gänget upptäcker en andra bit av planisfären som borgmästaren hållit gömd, och konstaterar att Perikles bär ansvaret för attackerna mot borgmästaren. När gänget frågar Perikles om borgmästarens bit av planisfären, säger Perikles att borgmästaren stal den från honom för länge sedan. |                                                |                                                   |
| 1 | Avsnitt 24 "Dead Justice"                      | 12 juli 2011 (USA), 24 november 2011 (Sverige)    |
| Medan gänget och sheriff Bronson Stone jagar en mystisk piraya-get, kommer spöket av stadens bästa sheriff Iron Williamson tillbaka från sin grav, för att se till så att sheriff Stone får sparken från sitt jobb. När spöket fångat Crystal Coves främsta brottslingar, inklusive piraya-geten, får spöket som det vill och sheriff Stone får sparken. Men Mysteriegänget tar sig an fallet och avslöjar slutligen "spöksheriffen" och löser mysteriet. Fred frågar sin pappa om han är stolt över honom för att han löste mysteriet, men borgmästare Jones svarar nej. Fred och Daphne går sedan iväg tillsammans och Fred förklarar för Daphne att hon är den enda som verkligen förstår honom. Han frågar därefter henne om hon vill gifta sig med honom efter gymnasiet. Daphne säger ja. |                                                |                                                   |
| 1 | Avsnitt 25 "Pawn of Shadows"                   | 19 juli 2011 (USA), 24 november 2011 (Sverige)    |
| Gänget blir attackerade av en högteknologisk lönnmördare som kallas sig för Obliteratrix, som berättar för dem att de alla måste dö. Detta leder gänget till att undersöka mysteriet med den fördömda skatten vidare, med hjälp av professor HP Hatecraft (som misstänker att hans rival Regina Wentworth kan vara Obliteratrix.) Längs vägen upptäcker de att mysteriemaskinen är förstörd. I slutändan kommer Angel Dynamite (Cassidy Williams) och fångar Obliteratrix och de kan lösa mysteriet. Men utan gängets vetskap betraktar en mystisk varelse, dold i skuggorna, dem. Avsnittet slutar med att den mystiska varelsen säger att "förbannelsen kommer att sluta med dem". |                                                |                                                   |
| 1 | Avsnitt 26 "All Fear the Freak"                | 26 juli 2011 (USA), 24 november 2011 (Sverige)    |
| Gänget letar efter Crystal Coves fördömda skatt, men stoppas av en varelse som kallas odjuret i Crystal Cove. Allteftersom mysteriet fortskrider, avslöjas människor för vilka de verkligen är och professor Perikles stjäl båda delarna av planisfären. I slutet av avsnittet när mysteriet är löst, splittras gänget på ett tragiskt sätt. Fred lämnar gänget för att leta efter sina riktiga föräldrar och bryter förlovningen med Daphne, medan Shaggys föräldrar väljer att skicka honom till militärskola och Scooby till en "trevlig" bondgård. Allt verkar förlorat för Mysteriegänget, men Scooby som är rasande på professor Perikles, lovar att sammanföra gänget igen så att de kan fortsätta jakten efter Perikles och planisfärdelarna. |                                                |                                                   |

## Svenska röster
- Stefan Frelander - Scooby-Doo
- Jesper Adefelt - Shaggy
- Sharon Dyall - Daphne
- Jennie Jahns - Velma
- Peter Sjöquist - Fred
- Christian Fex - Professor Pericles, diverse biroller
- Elina Raeder - Alice May, diverse biroller
- Myrra Malmberg - Daphnes mamma, diverse biroller
- Sanna Bråding - Angel Dynamite
- Fredrik Hiller - Daphnes pappa, sheriff Bronson Stone, diverse biroller
- Annika Barklund - Thorn, diverse biroller